# Igor Budan
Igor Budan (Fiume, 1980. április 22. –) horvát válogatott labdarúgó, jelenleg a Palermo játékosa. Csatár.

## Sikerei, díjai
Atalanta
- Olasz másodosztály bajnoka (1): 2005–06